# Midi contre Poutine
 (mars 2024).

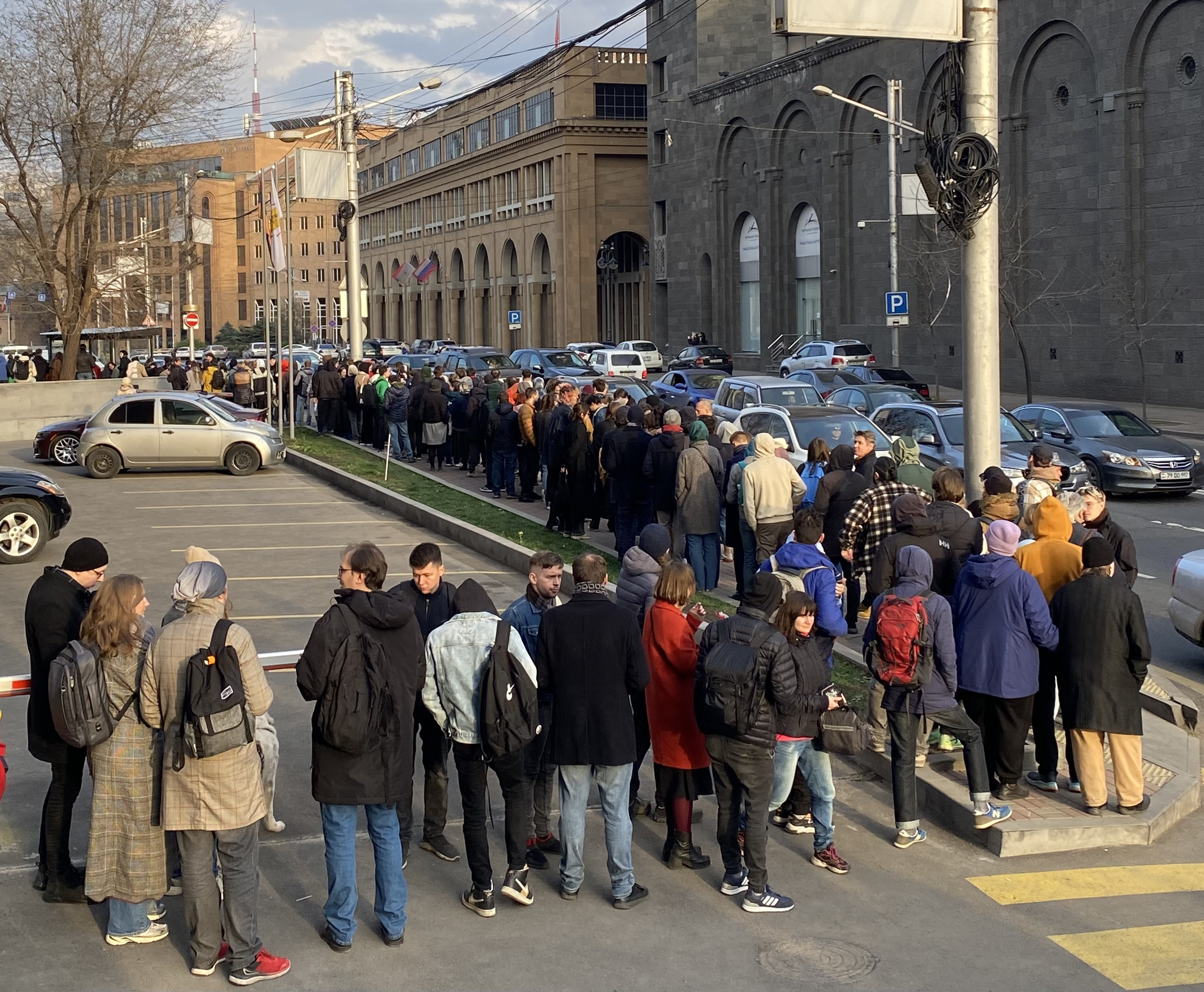
Midi contre Poutine à l'ambassade russe d'Erevan, en Arménie

Le « Midi contre Poutine » (russe : Полдень против Путина) est une action de protestation pacifique contre Vladimir Poutine, appelant les citoyens russes qui ne soutiennent pas Vladimir Poutine à se rendre en masse dans les bureaux de vote le dernier jour de l'élection présidentielle de 2024, le 17 mars à midi, et à voter contre Poutine ou faire annuler le scrutin. L'appel à cette action est la dernière déclaration politique d'Alexeï Navalny avant sa mort en détention, et Novaïa Gazeta qualifie cette action de « testament politique de Navalny ».

## Description de l'action
L'action consiste en ce que les citoyens russes qui ne soutiennent pas la politique de Vladimir Poutine se rendent en masse aux bureaux de vote le dernier jour des élections présidentielles, le 17 mars à midi. Ceux qui se présentent aux bureaux de vote sont invités soit à voter contre Poutine, soit à perturber le scrutin.

## Origine

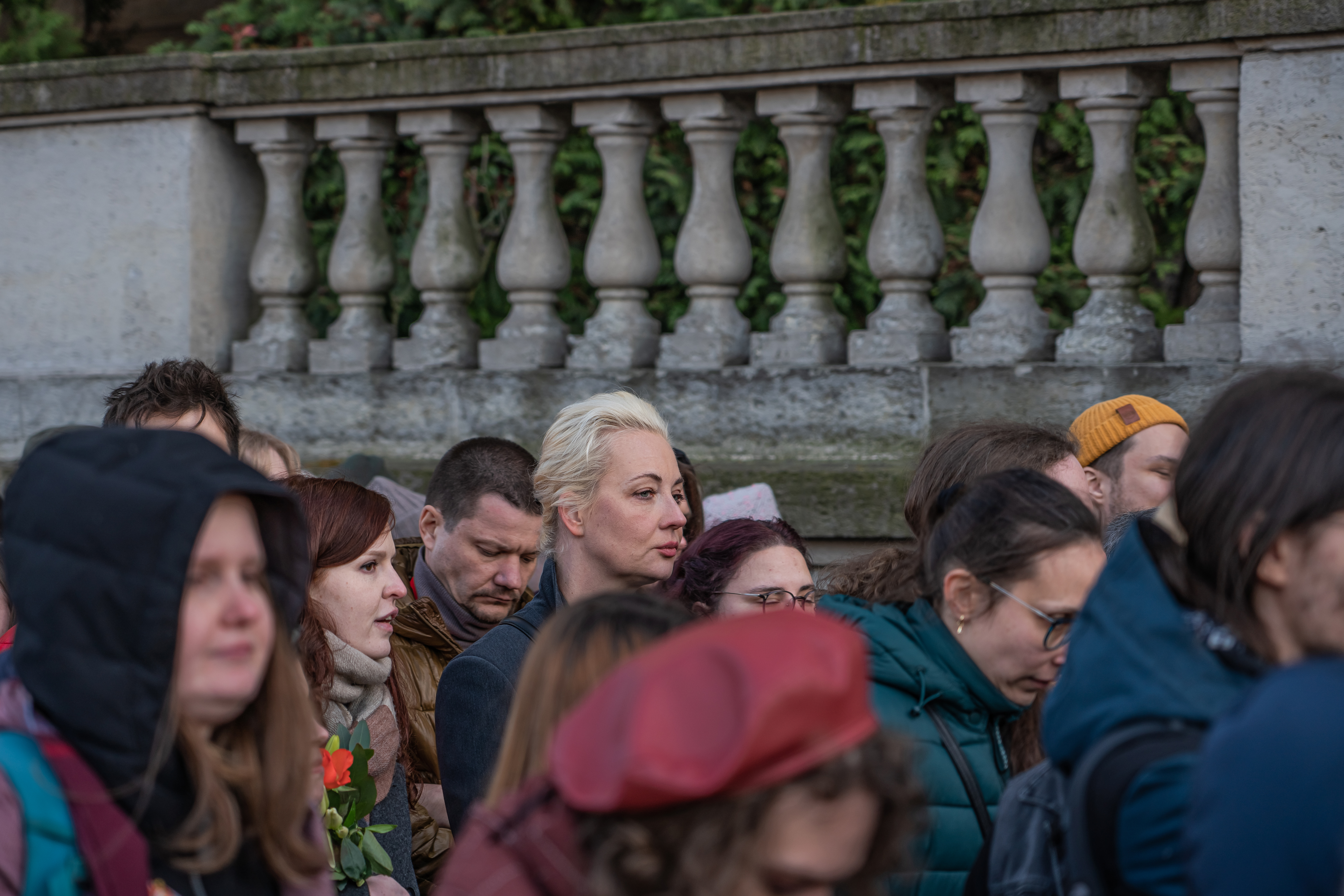
Ioulia Navalnaïa dans la file d'attente au bureau de vote de l'Ambassade de Russie à Berlin

L'initiateur de l'action « Midi contre Poutine » est le politicien Maxim Reznik.
En janvier 2024, Alexeï Navalny appelle les Russes à participer à cet événement. La dernière déclaration politique de Navalny est un appel à soutenir « Midi contre Poutine ». Le 14 janvier 2024, les participants au talk-show Que faire ? sur Dojd proposent cette stratégie unifiée pour les élections. Selon l'économiste Sergueï Gouriev, lors des élections du 17 mars, il n'y aura pas de candidats meilleurs ou pires, mais un seul très mauvais candidat. Maxim Katz note que pour la première fois depuis longtemps, toute l’opposition a un objectif commun : faire campagne pour un vote contre Poutine. Ivan Jdanov partage le même avis, notant le 8 février que Poutine veut diviser les gens et que cette action vise à unir les gens contre Poutine.
Initialement, la Fondation anticorruption considère l'idée comme faible, mais elle réalise qu'avec 2 058 bureaux de vote dans une seule ville, Moscou, si au moins un demi-million de personnes viennent simultanément au rassemblement, alors il y aura 250 personnes partageant les mêmes idées pour chacun des bureaux de vote et cela fera beaucoup de monde sur chaque site,.
L'action est soutenue par Mikhaïl Khodorkovski, Dmitri Gudkov, Ioulia Galyamina, Mikhaïl Lobanov, Arseny Vesnine, Sergueï Gouriev, Anastasia Chevtchenko, Vladimir Milov, Leonid Gozman, Abbas Galliamov, Vladimir Pastoukhov, Stanislav Belkovski, Olga Romanova, Alexander Morozov, Alexeï Venediktov, Tikhon Dziadko, Katerina Kotrikadze, Ilya Chablinski, Dmitri Orechkine, Ilya Chepeline, Dmitre Kolezev, Lioubov Sobol, Ekaterina Schulmann, Ekaterina Dountsova, Marat Gelman, Mitia Alechkovski, Viktor Chenderovitch, Evgueni Kisseliov, Vladimir Kara-Mourza, Lev Ponomarev et d'autres personnalités d'opposition,,.
Alexeï Navalny décrit cette action comme un moyen sûr et légal d'exprimer sa protestation,. Alexeï Navalny évoque également la sécurité des participants, car à l'heure actuelle, le taux de participation est déjà élevé et il y a beaucoup d'électeurs, « et il est tout simplement impossible de distinguer ceux qui votent 'contre' ».
Le politologue Abbas Galliamov reconnaît le 1er février 2024 qu'il s'agit d'un spectacle, mais que, selon lui, avec un nombre suffisant de participants, « les forces de sécurité et les bureaucrates russes, l'Occident et l'Ukraine verront que Poutine n'est pas aussi légitime que tout le monde le pensait ». Une idée similaire est exprimée par Dmitri Kolezev.
Selon une étude de Radio Liberty réalisée le 5 février 2024, l'initiative fait l'objet de nombreuses discussions sur les réseaux sociaux. Leonid Volkov note qu'il est particulièrement important de soutenir l'initiative dans les grandes villes. Sergueï Boïko rappelle que lors de la collecte des signatures, l'idée de montrer l'ampleur de la protestation a déjà fonctionné auparavant. Dmitri Goudkov estime que les élections de 2024 devraient être considérées comme une « opération électorale spéciale de Poutine » et que, même si Poutine obtiendra plus de 80 % de soutien, il est important de montrer au peuple les mensonges du résultat de Poutine.Le 28 février, le manifeste du mouvement civil « Paix. Progrès. Droits de l'homme » est préparé par le militant des droits de l'homme Lev Ponomarev et ses collègues. Le manifeste appelle notamment à ce que l'action « Midi contre Poutine » soit véritablement à grande échelle : « Seule une participation massive donne une chance d'influencer la situation. Assurons-nous donc que toute la Russie fasse la queue dans les bureaux de vote et que le monde entier le voie. ». Les auteurs du texte appellent l'opposition à surmonter les divergences et à renforcer l'action commune. « La tâche de l'opposition au cours de ces semaines est d'être aux côtés des Russes, de leur offrir des options d'action relativement sûres, de maximiser leur voix et d'agiter les sceptiques », indique le manifeste.
Le 3 mars, Kirill Martynov, dans un entretien avec Idel. Realii indique qu'il considère l'action comme bonne et estime qu'il est nécessaire d'y participer. Il est repris par le chef du Watch, Evgueni Kotchegine, qui estime que l'essentiel est d'accomplir la dernière volonté de Navalny.

## Opposition des autorités
Le 2 février, les autorités menacent Ioulia Galyamina de poursuites pénales pour avoir organisé la manifestation.
Le 2 mars 2024, Roskomnadzor bloque le site Web de la campagne « Midi contre Poutine », vpolden.org, pour les résidents de la fédération de Russie, et il n'est désormais accessible que via un VPN ou des anonymiseurs. L'ancien député de l'Assemblée législative, Sergueï Gouliaïev, partage une notification de Roskomnadzor exigeant que sa vidéo contenant une déclaration sur l'action soit supprimée de la plateforme YouTube.
Le 3 mars 2024, les autorités de plusieurs villes russes décident d'organiser les festivités de Maslenitsa en même temps que la manifestation « Midi contre Poutine ». DOXA rappelle que cette pratique des autorités russes qui organisent des événements afin de distraire les gens des activités de protestation s'est déjà produite, par exemple en 2019.
Pour les empêcher de participer au mouvement, les fonctionnaires sont obligés de voter dès le premier jour, et doivent présenter une preuve de vote pour retourner travailler. Des universités menacent également d'exclusion les étudiants qui participeraient au mouvement — ou se rendraient simplement aux urnes aux heures concernées.